# Schwalbach am Taunus
Schwalbach am Taunus település Németországban, Hessen tartományban. Lakosainak száma 15 566 fő (2023. december 31.). Schwalbach am Taunus Frankfurt am Main, Eschborn, Kronberg im Taunus, Königstein im Taunus, Bad Soden am Taunus és Sulzbach (Taunus) községekkel határos.

## Népesség
A település népességének változása:
| Lakosok száma | 15 422 | 15 333 | 15 269 | 15 519 | 15 566 |
|               | 2018   | 2019   | 2021   | 2022   | 2023   |